# Diaphus roei
Diaphus roei är en fiskart som beskrevs av Nafpaktitis, 1974. Diaphus roei ingår i släktet Diaphus och familjen prickfiskar. Inga underarter finns listade i Catalogue of Life.